# 蕭維翰
蕭維翰（1520年—1558年），字良甫，號麟橋，浙江嘉興府秀水縣人，民籍，明朝政治人物。

## 生平
浙江鄉試第五十三名舉人。嘉靖三十五年（1556年）中式丙辰科二甲第八十一名進士。吏部观政，未授官，嘉靖三十七年卒。

## 家族
曾祖蕭瑾；祖父蕭容；父蕭言，訓導。母張氏。弟维宁、维城、维垣、维旬、维宣、维新。